# Stazione di Navacchio
Stazione di Navacchio vasútállomás Olaszországban, Cascina településen.

## Vasútvonalak
Az állomást az alábbi vasútvonalak érintik:
- Pisa–Firenze-vasútvonal

## Kapcsolódó állomások
A vasútállomáshoz az alábbi állomások vannak a legközelebb:
- Stazione di Pisa Centrale
- Stazione di San Frediano a Settimo (Stazione di Firenze Santa Maria Novella)